# Giuseppina Macrì
Giuseppina Macrì (* 3. September 1974 in Crotone) ist eine ehemalige italienische Judoka. Sie war 2001 Weltmeisterschaftsdritte und 2003 Europameisterschaftszweite.

## Sportliche Karriere
Die 1,58 m große Judoka kämpfte bis 1998 im Halbleichtgewicht, der Gewichtsklasse bis 52 Kilogramm, danach trat sie international im Superleichtgewicht an, der Gewichtsklasse bis 48 Kilogramm. National gewann sie vier Meistertitel im Halbleichtgewicht (1996, 1997, 1998 und 2001), 2002 siegte sie im Leichtgewicht.
Ihr größter internationaler Erfolg im Halbleichtgewicht war die Bronzemedaille bei den Mittelmeerspielen 1997 in Bari. Nach dem Wechsel der Gewichtsklasse siegte sie Ende 1998 bei den Weltmeisterschaften der Studierenden. Bei den Europameisterschaften 1999 in Bratislava unterlag sie im Halbfinale der Französin Sarah Nichilo, den Kampf um Bronze verlor sie gegen die Russin Ljubow Bruletowa. Zwei Jahre später bei den Europameisterschaften 2001 in Paris unterlag Macrì im Halbfinale der Rumänin Laura Moise-Moricz, im Kampf um Bronze siegte sie gegen die Polin Anna Żemła-Krajewska. Zwei Monate später fanden in München die Weltmeisterschaften 2001 statt. Nachdem Macrì im Achtelfinale Sarah Nichilo und im Viertelfinale die Deutsche Julia Matijass besiegt hatte, unterlag sie im Halbfinale der Japanerin Ryōko Tamura. Im Kampf um Bronze gewann sie wie bei den Europameisterschaften gegen Anna Żemła-Krajewska. Bei den Mittelmeerspielen 2001 in Tunis erreichte Macrì das Finale und unterlag dann der Türkin Neşe Şensoy.
Anfang 2002 unterlag Giuseppina Macrì im Finale des Tournoi de Paris der Französin Frédérique Jossinet. Im März gewann sie das Weltcup-Turnier in Rom. Bei den Europameisterschaften in Maribor unterlag sie im Halbfinale der Weißrussin Tatjana Moskwina, im Kampf um Bronze bezwang sie die Slowenin Nives Perc. Bei den Europameisterschaften 2003 in Düsseldorf siegte Macrì im Halbfinale gegen Julia Matijass, im Finale unterlag sie Ljubow Bruletowa. Im September schied Macrì bei den Weltmeisterschaften in Osaka im Achtelfinale gegen die Portugiesin Ana Hormigo aus. Anfang 2004 gewann sie das Super-Weltcup-Turnier in Moskau. Bei den Europameisterschaften in Bukarest unterlag sie im Viertelfinale der Rumänin Alina Alexandra Dumitru. Nach zwei Siegen in der Hoffnungsrunde verlor sie den Kampf um Bronze gegen Frédérique Jossinet. Bei den Olympischen Spielen 2004 in Athen verlor sie ihren ersten Kampf gegen die Chinesin Gao Feng und schied aus.